# Caleb Landry Jones
Caleb Landry Jones (nascido em 7 de dezembro de 1989) é um ator e músico norte americano. Jones nasceu em Garland, Texas, e cresceu em Richardson, Texas. Ele é mais conhecido por suas atuações em The Last Exorcism, como Banshee em X-Men: First Class, como Andy no filme Contrabando, JB no filme Feito na América 2017 , como Jeremy Armitage em Get Out, entre outros. Participou das séries televisivas Twin Peaks e Breaking Bad.

## Filmografia
| Ano  | Título                             | Personagens           | Notas                    |
| 2018 | Age Out                            | Swim                  |                          |
| 2017 | Get Out                            | Jeremy Armitage       |                          |
| 2017 | American Made                      | JB                    |                          |
| 2017 | Projeto Flórida                    | Jack                  |                          |
| 2017 | Três Anúncios para um Crime        | Red Welby             |                          |
| 2017 | Twin Peaks - Temporada 3           | Steven Burnett        | Episódios 5, 10, 11 e 15 |
| 2017 | Tyrel                              | Pete                  |                          |
| 2016 | Guerra Contra Todos                | Russel Birdwell       |                          |
| 2015 | Stonewall – Onde o Orgulho Começou | Orphan Annie          |                          |
| 2014 | A Decadência de Joe Albany         | Cole                  |                          |
| 2014 | Amor, Drogas e Nova York           | Ilya                  |                          |
| 2014 | O Mistério de God's Pocket         | Leon Scarpato         |                          |
| 2014 | Rainha e País                      | Percy Hapgood         |                          |
| 2014 | Viena and the Fantomes             | Albert                |                          |
| 2013 | Tom na Fazenda                     | Guillaume             | Não creditado            |
| 2012 | Antiviral                          | Syd March             |                          |
| 2012 | Byzantium - Uma Vida Eterna        | Frank                 |                          |
| 2012 | Contrabando                        | Andy                  |                          |
| 2011 | X-Men: Primeira Classe             | Sean Cassidy/ Banshee |                          |
| 2011 | Summer Song                        | Jack                  |                          |
| 2010 | A Rede Social                      | Caleb Jones           |                          |
| 2010 | Friday Night Lights - Temporada 5  | Jimmy Adler           | Episódio 1               |
| 2010 | O Último Exorcismo                 | Caleb Sweetzer        |                          |
| 2010 | Breaking Bad – Temporada 3         | Louis                 | Episódio 3               |
| 2009 | Breaking Bad – Temporada 2         | Louis                 | Episódio 4               |
| 2008 | Friday Night Lights - Temporada 3  | Jimmy Adler           | Episódios 6, 7 e 10      |
| 2008 | The Longshots                      | Jonesy                |                          |
| 2007 | No Country for Old Men             | Menino da Bike        |                          |